# Al-Wafi
 (juillet 2025).
Le contenu est difficilement compréhensible vu les erreurs de traduction, qui sont peut-être dues à l'utilisation d'un logiciel de traduction automatique.
Al-Wafi (en arabe : الوافي) est une collection Hadith, par Mohsen Fayz Kashani qui est un érudit dans différents domaines. Il inclut toutes les traditions dans les quatre livres de Shia . 

## Auteur
Mohsen Feyz Kashani, connu sous le nom de Mulla Muhsin Fayz Kashani, était un érudit expert dans différents domaines tels que les hadiths, l'exégèse, l' éthique, la gnose et l'intuition intellectuelle. Il était un étudiant de Bahāʾ al-dīn al-ʿĀmilī et Mir Damad et Mulla Sadra. Il a écrit plus de cent vingt livres en persan et en arabe.  

## Prélude
Fayz Kashani a décrit dans l'introduction ce qui l'a amené à écrire ce livre parce que l'absence d'un modèle unique pour collecter les hadiths et Ahkam dans les quatre livres qui ont été collectés hadiths à différentes époques avec différentes méthodes. Par conséquent, il est l'auteur du livre Al-wafi et a collecté des récits dans des catégories spécifiques, et a supprimé les éléments répétés. Il a précisé les récits obscurs, en termes de sens ou de vocabulaire ou sous d'autres aspects, qui devaient être brièvement expliqués.  

## contexte
Le livre comprend toutes les traditions dans les quatre livres des chiites. Kashani les a expliquées et classées dans le livre. Il a arrangé son livre sur une introduction, 14 volumes et une conclusion. Chaque volume a une introduction et une conclusion. La liste de 14 volumes comprend: 
- Raison et ignorance et tawhid
- Hujja
- Foi and unbelief
- Pureté rituelle dans l'Islam (pureté) et Al-Zaynah
- Salah et Coran et dua
- Zakat et khums et héritage
- Jeûne et Iʿtikāf et traité
- Hajj et omra et pèlerinage
- Joindre le bien et interdire le mal et la compétence et les témoins
- Modes de vie, travail et transaction financière (transactions)
- Nourriture et boisson et luxe
- Mariage en Islam et divorce et naissance
- Décès et religieux  devoirs et Volonté et testament (testaments)
- Rawda Khwani (Rawda) contenant divers hadiths

### Récitations
Mohammad Alam-al-Hoda, fils de Kashani, a écrit un commentaire sur Al-Wafi.

## Voir également
- Islam chiite
- Liste des livres chiites
- Quatre livres (chiisme)